# 15a etapa del Tour de França de 2016

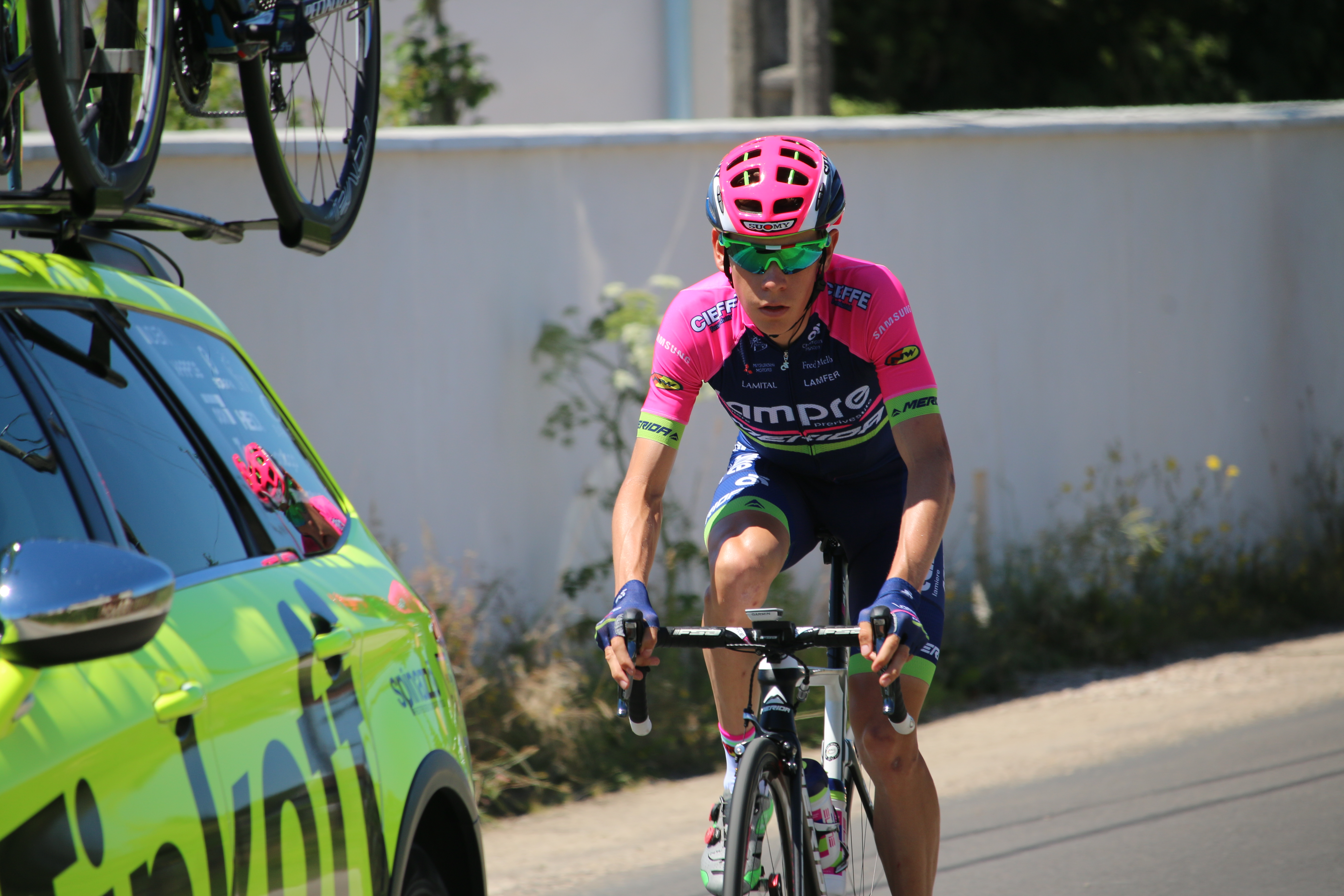
Fotografia de l'etapa.

La 15a etapa del Tour de França de 2016 es disputà el diumenge 17 de juliol de 2016 sobre un recorregut de 160 km entre Bourg-en-Bresse i Culoz.

## Resultats

### Classificació de l'etapa
| \| Classificació de l'etapa \| Classificació de l'etapa \| Classificació de l'etapa \| Classificació de l'etapa \| Classificació de l'etapa \| \| Corredor \| Corredor \| Equip \| Temps \| \| \| ------------------------ \| ------------------------ \| -------------------------- \| ------------------------ \| ------------------------ \| \| 1r \| Jarlinson Pantano Gómez \| IAM Cycling \| 4h 24' 49" \| \| \| 2n \| Rafał Majka \| Tinkoff \| + 0" \| \| \| 3r \| Alexis Vuillermoz \| AG2R La Mondiale \| + 6" \| \| \| 4t \| Sébastien Reichenbach \| FDJ \| + 6" \| \| \| 5è \| Julian Alaphilippe \| Etixx-Quick Step \| + 22" \| \| \| 6è \| Serge Pauwels \| Dimension Data \| + 25" \| \| \| 7è \| Pierre Rolland \| Cannondale-Drapac \| + 25" \| \| \| 8è \| Ilnur Zakarin \| Katusha \| + 1' 30" \| \| \| 9è \| Daniel Navarro García \| Cofidis, Solutions Crédits \| + 1' 30" \| \| \| 10è \| Tom-Jelte Slagter \| Cannondale-Drapac \| + 2' 08" \| \| |                         |                            |            |
| |                         |                            |            |
| Font: ProCyclingStats |                         |                            |            |
| Classificació de l'etapa |                         |                            |            |
| Corredor | Corredor                | Equip                      | Temps      |
| 1r | Jarlinson Pantano Gómez | IAM Cycling                | 4h 24' 49" |
| 2n | Rafał Majka             | Tinkoff                    | + 0"       |
| 3r | Alexis Vuillermoz       | AG2R La Mondiale           | + 6"       |
| 4t | Sébastien Reichenbach   | FDJ                        | + 6"       |
| 5è | Julian Alaphilippe      | Etixx-Quick Step           | + 22"      |
| 6è | Serge Pauwels           | Dimension Data             | + 25"      |
| 7è | Pierre Rolland          | Cannondale-Drapac          | + 25"      |
| 8è | Ilnur Zakarin           | Katusha                    | + 1' 30"   |
| 9è | Daniel Navarro García   | Cofidis, Solutions Crédits | + 1' 30"   |
| 10è | Tom-Jelte Slagter       | Cannondale-Drapac          | + 2' 08"   |

## Classificacions a la fi de l'etapa

### Classificació general
| \| Classificació general \| Classificació general \| Classificació general \| Classificació general \| Classificació general \| \| Corredor \| Corredor \| Equip \| Temps \| \| \| --------------------- \| --------------------------- \| --------------------- \| --------------------- \| --------------------- \| \| 1r \| Christopher Froome \| Team Sky \| 68h 14' 36" \| \| \| 2n \| Bauke Mollema \| Trek-Segafredo \| + 1' 47" \| \| \| 3r \| Adam Yates \| Orica-BikeExchange \| + 2' 45" \| \| \| 4t \| Nairo Quintana Rojas \| Movistar Team \| + 2' 59" \| \| \| 5è \| Alejandro Valverde Belmonte \| Movistar Team \| + 3' 17" \| \| \| 6è \| Romain Bardet \| AG2R La Mondiale \| + 4' 04" \| \| \| 7è \| Richie Porte \| BMC Racing Team \| + 4' 27" \| \| \| 8è \| Tejay van Garderen \| BMC Racing Team \| + 4' 47" \| \| \| 9è \| Daniel Martin \| Etixx-Quick Step \| + 5' 03" \| \| \| 10è \| Fabio Aru \| Astana \| + 5' 16" \| \| |                             |                    |             |
| |                             |                    |             |
| Font: ProCyclingStats |                             |                    |             |
| Classificació general |                             |                    |             |
| Corredor | Corredor                    | Equip              | Temps       |
| 1r | Christopher Froome          | Team Sky           | 68h 14' 36" |
| 2n | Bauke Mollema               | Trek-Segafredo     | + 1' 47"    |
| 3r | Adam Yates                  | Orica-BikeExchange | + 2' 45"    |
| 4t | Nairo Quintana Rojas        | Movistar Team      | + 2' 59"    |
| 5è | Alejandro Valverde Belmonte | Movistar Team      | + 3' 17"    |
| 6è | Romain Bardet               | AG2R La Mondiale   | + 4' 04"    |
| 7è | Richie Porte                | BMC Racing Team    | + 4' 27"    |
| 8è | Tejay van Garderen          | BMC Racing Team    | + 4' 47"    |
| 9è | Daniel Martin               | Etixx-Quick Step   | + 5' 03"    |
| 10è | Fabio Aru                   | Astana             | + 5' 16"    |

### Classificació per punts
|   | Ciclista             | Equip          | Punts |
| - | -------------------- | -------------- | ----- |
| 1 | Peter Sagan (SVK)    | Team Tinkoff   | 340   |
|   | Mark Cavendish (GBR) | Dimension Data | 278   |
| 3 | Marcel Kittel (GER)  | Lotto Soudal   | 228   |

### Classificació de la muntanya
|   | Ciclista              | Equip        | Punts |
| - | --------------------- | ------------ | ----- |
| 1 | Rafał Majka (POL)     | Team Tinkoff | 127   |
| 2 | Thomas De Gendt (BEL) | Lotto Soudal | 90    |
| 3 | Daniel Navarro (ESP)  | Cofidis      | 69    |

### Classificació del millor jove
|   | Ciclista             | Equip              | Temps       |
| - | -------------------- | ------------------ | ----------- |
| 1 | Adam Yates (GBR)     | Orica-BikeExchange | 68h 17' 21" |
| 2 | Louis Meintjes (RSA) | Lampre-Merida      | + 3'03"     |
| 3 | Warren Barguil (FRA) | Team Giant-Alpecin | + 16' 20"   |

### Classificació per equips
|    | Equip           | Temps        |
| -- | --------------- | ------------ |
| 1r | Movistar Team   | 204h 44' 46" |
| 2n | Team Sky        | + 7' 08"     |
| 3r | BMC Racing Team | + 9' 40"     |

## Abandonaments
- 15 -  Jesús Herrada (ESP) (Movistar Team): Abandona
- 164 -  Jens Debusschere (BEL) (Lotto Soudal): No surt